# Penicillium cinerascens
Penicillium cinerascens är en svampart som beskrevs av Biourge 1923. Penicillium cinerascens ingår i släktet Penicillium och familjen Trichocomaceae.   Inga underarter finns listade i Catalogue of Life.